# كورتيس مكلينتون
كورتيس مكلينتون (بالإنجليزية: Curtis McClinton)‏ هو لاعب كرة قدم أمريكية أمريكي، ولد في 25 يونيو 1939 في موسكوجي في الولايات المتحدة.

## وصلات خارجية
- كورتيس مكلينتون على موقع مرجع كرة القدم المحترفة.كوم (الإنجليزية)
- كورتيس مكلينتون على موقع قاعة كنساس للمشاهير الرياضية (مؤرشف) (الإنجليزية)